# Jamie Bell
Andrew James Matfin Bell (Billingham, Durham, Anglaterra, 14 de març de 1986) és un actor i ballarí anglès. Als sis anys va començar a fer classes de dansa i va mantenir en secret aquest aprenentatge fins als 14 anys quan fou triat per participar en la pel·lícula Billy Elliot.
Mai va conèixer el seu pare, i la seva mare el va tenir amb tan sols 16 anys pel que quan Stephen Daldry, director de Billy Elliot el trià pel paper, el va adoptar com a pare. Gràcies a aquesta pel·lícula, Jamie va obtenir molta fama i va guanyar un premi BAFTA com a millor actor. A partir de llavors ha protagonitzat nombroses pel·lícules i videoclips com "Wake me up when September ends", de Green Day, on a més a més va conèixer la seva parella, la també actriu Evan Rachel Wood. Es van casar l'any 2012 i es van separar, havent tingut un fill en comú, l'any 2014. També va treballar en la pel·lícula Jumper on interpretava el paper de Griffin. Fa un parell d'anys va acabar el seu últim projecte, Defiance, una pel·lícula en la qual va treballar junt amb Daniel Craig.

## Premis

### Premis BAFTA
| Any  | Categoria    | Pel·lícula   | Resultat  |
| ---- | ------------ | ------------ | --------- |
| 2000 | Millor Actor | Billy Elliot | Guanyador |

### Premis del Sindicat d'Actors
| Any  | Categoria          | Pel·lícula   | Resultat |
| ---- | ------------------ | ------------ | -------- |
| 2000 | Millor repartiment | Billy Elliot | Candidat |
| 2000 | Millor actor       | Billy Elliot | Candidat |

## Filmografia
| Any             | Títol                                           | Paper                    | Notes                |
| --------------- | ----------------------------------------------- | ------------------------ | -------------------- |
| 2000            | Billy Elliot                                    | Billy Elliot             |                      |
| 2002            | Deathwatch                                      | Pvt. Charlie Shakespeare |                      |
| 2002            | Nicholas Nickleby                               | Smike                    |                      |
| 2004            | Undertow                                        | Chris Munn               |                      |
| 2005            | Dear Wendy                                      | Dick Dandelion           |                      |
| 2005            | Història d'un segrest                           | Dean Stifle              |                      |
| 2005            | King Kong                                       | Jimmy                    |                      |
| 2006            | Banderes dels nostres pares                     | Ralph "Iggy" Ignatowski  |                      |
| 2007            | Hallam Foe                                      | Hallam Foe               |                      |
| 2008            | Jumper                                          | Griffin O'Conner         |                      |
| 2008            | Resistència                                     | Asael Bielski            |                      |
| 2011            | The Eagle                                       | Esca                     |                      |
| 2011            | Jane Eyre                                       | St. John Rivers          |                      |
| 2011            | Retreat                                         | Pvt. Jack Coleman        |                      |
| 2011            | Les aventures de Tintín: el secret de l'unicorn | Tintín                   | Captura de moviments |
| 2012            | Man on a Ledge                                  | Joey Cassidy             |                      |
| 2013            | Trencaneu                                       | Edgar                    |                      |
| 2013            | Filth                                           | Ray Lennox               |                      |
| 2013            | Nymphomaniac                                    | K                        |                      |
| 2015            | Fantastic Four                                  | Ben Grimm / The Thing    | Captura de moviments |
| 2017            | Film Stars Don't Die in Liverpool               | Peter Turner             |                      |
| 2017            | 6 Days                                          | Rusty Firmin             |                      |
| 2018            | Donnybrook                                      | Jarhead Earl             |                      |
| 2018            | Skin                                            | Bryon Widner             |                      |
| 2019            | Rocketman                                       | Bernie Taupin            |                      |
| 2020            | Cranston Academy: Monster Zone                  | Danny                    | Només veu            |
| 2021            | Without Remorse                                 | Robert Ritter            |                      |
| 2022            | Shining Girls                                   | Harper Curtis            | sèrie Apple TV       |
| pendent estrena | Surrounded                                      |                          | Post-producció       |

## Vídeos musicals
- 2005: Wake me up when September ends de Green Day

## Videojocs
- 2005: Peter Jackson's King Kong: The Official game of the movie - Veu de Jimmy
- 2008: Jumper: Griffin's Story - Veu de Griffin O'Conner